# デジタルコマンドコントロール
デジタルコマンドコントロール（Digital Command Control・DCC）とは、鉄道模型をデジタル信号で遠隔制御するための方式である。
メルクリンデジタルやKATOデジタル等、各社毎に規格が統一されておらず互換性がない事が普及を阻んでいたが、アメリカ合衆国の鉄道模型趣味団体である全米鉄道模型協会（NMRA）が規格を制定、ヨーロッパの鉄道模型規格であるNEM規格もNMRAのDCC規格に追従し、NMRA規格が事実上の世界標準となり、独自方式であるメルクリン社のメルクリンデジタルを除き、各社共にNMRA規格に従った互換性のある製品を発売するようになった。

## 歴史
同一線路上で複数の列車を制御する方法は古くから愛好家の間で試みられて来た。当初はアナログ回路で実現が試みられたが、集積回路の普及によりデジタル回路で試みられるようになった。1970年代にホーンビィからZERO1が発売されたが普及しなかった。1979年8月にはエアフィックス(GMR)からMTC(Multiple Train Control)が発売された。1980年代初頭にはトリックスからセレクトリックス1984年にメルクリンからメルクリンデジタルが発売された。その後、80年代後半から90年代にかけてカトーデジタル等、他社から類似の複数列車制御装置が販売されたが、一部を除き互換性が無かった。NMRAで規格が制定され、それに基づいた製品が販売されるようになった。

## 概要

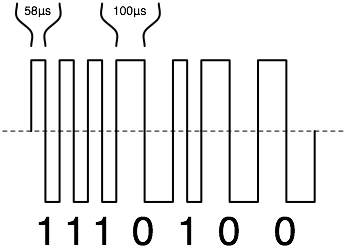
DCCの波形の一例

制御符号を載せた差動信号が電力の供給を兼ねたシリアルバスの一種であるといえる。メルクリン社などの交流3線式を除き、通常、2線式の模型鉄道では、2本のレールに直流を供給し、モーターを駆動する。モーターの制御は、レールに印加される電圧と極性によって行われる。それに対しDCC方式では、モーターの制御は、モーターを搭載した車両(動力車)に制御用の"マイコン"(マイクロコントローラ。デコーダ)を搭載し、レールには、数kHzのPWM信号を流す。これは高周波の交流であるが、従来の直流12V用の模型車両とも、ある程度の互換性を保つことが出来るよう考慮されている。信号の電圧は(G、O、HO、N、およびそれらのナローなど、主要な各ゲージに共通)は12Vであり、整流し、電源として使用することも出来、また、アドレス0として、モーターがレールに直結しているDCC未装備の車両の制御を行うことも出来る。信号には制御対象をあらわすIDと共に、各種の制御目的の命令がパケット化され格納されており、各デコーダは、自らに与えられた命令を認識し、実行することによってレール上に存在する各車両が制御される。
アドレスは1024まであり、各動力車のみならず付随車の電灯制御、ポイントの切り替え、ターンテーブルの駆動ができる。重連運転も容易で、その場合も、先頭車のみがヘッドライトをつけ、警笛を鳴らすこともできる。
ポイントは個別選択ではなく、ルート選択が可能になり、複数のポイントを同時に切り替えることができる。

## 特色
DCCでは使用するモーターの電圧を問わない。デコーダ内部で自由な電圧の直流(パルス状で平均値が自由になる)を作り出せる。また機関車なども動力車の特性に合わせて加速曲線を自由に設定できる。また、デコーダーによってはBEMF(Back emf/逆起電力)を検出することにより、モーターの回転数を検知し、負荷に関係なく一定の回転数を保つ機能を持つ物もある。
列車が編成ごと向きを変えるリバース線では、入り口と出口で電気的な極性を反転させる必要があるため、リバース区間に極性反転器を置くことにより、無停車でリバース前後区間の極性を変えることができる。これはリバース・ユニットなどと呼ばれ、クロッシングのフログの極性反転にも用いることができる。
従来のアナログ車両を1台だけ走らせる事も可能であるが、交流電流が流れているため、進行方向に関係なくヘッドとテールライトが点灯する。また、アナログ車両のモーターがコアレスモーターの場合、モーターに悪影響を与える可能性がある。
また他の電子機器との相性がよいため、インターフェースを用意すればPCだけでなくスマートフォン等の携帯情報端末から制御する事も可能である。

## 競合するシステム
ヨーロッパではセレクトリックス がNEMによって規格が定められているがメルクリン‐モトローラシステムは排他的でメルクリンの製品でしか使用出来ない。アメリカではレール・リナックスシステムが一定の電圧をレールに供給して赤外線でデジタル信号を送る。他のシステムはデジタル・コマンド・システムとトレインマスター・コマンド・コントロールがある。
DCCは最も普及している。DCCの原型はドイツのレンツが開発してシステムを開かれた規格にする事を企図した。DCCはNMRAとNEMの両方で規格化された。複数の主要な製造会社は(メルクリンや最近のホーンビィを含む)はDCCの市場にレンツやデジトラックスやトレインコントロールシステム等の専業の会社と共同で参入する。

## メーカー
- Lenz
- Digitrax
- NCE
- NGDCC
- Soundtraxx  （英語）
- ESU
- ホビーセンターカトー
- Desktop Station （日本語）
- 六半